# 李云鹤 (1894年)
李云鹤（1894年—1969年），原名郑鼎，又名郑卫华，曾用名李梅林（一作李梅村）、秦波，男，安徽金寨人，中华人民共和国政治人物，曾任安徽省政协副主席。